# Institut euro-chinois pour les énergies propres et renouvelables
L' Institut euro-chinois pour les énergies propres et renouvelables (CE-ICARE ; en chinois simplifié : 中欧清洁与可再生能源学院) est une institution d’enseignement supérieur et de recherche créée en juillet 2010 se trouvant sur le campus de l’université des S&T  HuaZhong à Wuhan (province du Hubei, Chine). ICARE est  le troisième  institut euro-chinois créé en Chine après l’École de Commerce International Euro-Chinoise de Shanghai en 1984 (connue alors comme l’Institut Euro-Chinois de Management)  et l’École Euro-Chinoise de Droit à Pékin en  2008. Le projet bénéficie d’un financement de cinq années  de l’Union Européenne et de la Chine.
La création d’ICARE est le résultat d’un accord signé en 2009 par le commissaire européen pour les Relations Internationales, Benita Ferrero-Waldner, et le ministre chinois  du Commerce Extérieur, GAO Hucheng, dans le cadre de la collaboration euro-chinoise pour la protection de l’environnement et la lutte contre le changement climatique.
ICARE a pour mission d’aider la Chine à mettre en place des activités managériales et technologiques visant à réduire la consommation de carburants fossiles et des émissions de CO2 en favorisant l’utilisation des énergies renouvelables et en améliorant  l’efficacité énergétique.

## L’institut ICARE
L’institut ICARE, qui vise à devenir un institut de référence en Chine  dans le domaine des énergies renouvelables et de l’efficacité énergétique, fournit tant  aux étudiants qu’aux  cadres et ingénieurs chinois  un enseignement et de l’expertise de haut niveau. Il s’appuie pour cela sur un consortium d’universités et écoles d’ingénieurs  composé de sept membres européens et trois membres chinois,.
France
- ParisTech (4 parmi les 12 écoles d’ingénieurs et de commerce composant  ParisTech),
- Mines ParisTech (coordinateur du projet),
- École polytechnique
- Chimie ParisTech
- ENSTA ParisTech
- Université de Perpignan
- Office international de l'eau (OIE)

Espagne
- Université de Saragosse

Royaume-Uni
- Université Northumbria

Grèce
- Université polytechnique nationale d'Athènes

Italie
- Université La Sapienza

Chine
- Université des S&T HuaZhong à Wuhan,
- Université de Technologie de Wuhan à Wuhan,
- Université du Sud-Est à Nankin.

## Programmes de l’Institut

### Diplôme de Master sur les énergies propres et renouvelables
Il s’agit d’un double diplôme de Master:  le Master en “Sciences et Technologies de l’Énergie” de l’université des S&T  Huazhong  (HUST) et du  Master “Energies Propres et Renouvelables” de ParisTech (CARE), destiné à des étudiants ayant déjà un diplôme en ingénierie ou dans un autre domaine scientifiquement  pertinent dans des disciplines où la Chine manque cruellement de cadres et d’ingénieurs qualifiés.  La langue d’enseignement est l’anglais et les enseignants sont européens en majorité mais également chinois.  Les domaines traités sont l’énergie solaire (PV et thermique), l’énergie éolienne, la biomasse, la géothermie, l’hydrogène et le stockage de l’énergie ainsi que l’efficacité énergétique.  Durant les six derniers mois du Master les étudiants mettent en pratique les connaissances théoriques acquises en faisant  un stage de recherche dans un laboratoire en Chine ou en  Europe.  Il y a actuellement 160 étudiants suivant les cours de Master (M1 et M2). La première promotion a été diplômée (Master de ParisTech et de HuaZhong)  le 15 mars 2013.

### Formation Continue pour les cadres et les ingénieurs
Pour répondre aux besoins de formation des cadres (managers,  ingénieurs, etc.) des compagnies chinoises et internationales dans le domaine des énergies propres et renouvelables, ICARE développe une plateforme destinée à la formation continue. Des programmes courts de formation de haut niveau et construit sur mesure sont développés par des experts venant des universités et écoles d’ingénieurs partenaires du consortium ainsi que par des entreprises spécialisées. Les premières sessions de formation ont eu lieu en janvier 2013 sur les technologies de l’énergie photovoltaïque.

## Plateforme de Recherche
Une Plateforme de Recherche (PR) est actuellement en cours de développement pour faciliter les échanges de doctorants, et leur supervision, entre des universités chinoises et européennes. La PR est également un outil facilitant les contacts, les rencontres et le démarrage de projets communs entre les professeurs européens, pendant leurs séjours d’enseignement, et les professeurs chinois. Chaque année plusieurs spécialistes européens de renommée internationale donnent des conférences à l’institut ICARE.